# لیگا دکمیره
 لیگا دکمیره (انگلیسی: Līga Dekmeijere؛ زادهٔ ۲۱ مهٔ ۱۹۸۳) یک تنیس‌باز اهل لتونی است.